# Myslín
Myslín település Csehországban, Píseki járásban. Myslín Mirovice, Nestrašovice és Počaply településekkel határos. Lakosainak száma 94 fő (2024. január 1.).

## Népesség
A település lakosságának változását az alábbi diagram mutatja:
| Lakosok száma | 313  | 300  | 288  | 182  | 141  | 90   | 103  | 99   | 101  | 94   |
|               | 1869 | 1890 | 1921 | 1950 | 1980 | 2001 | 2017 | 2019 | 2022 | 2024 |